# Wanderson Maranhão
Wanderson Cavalcante Melo, meglio noto come Wanderson Maranhão (João Lisboa, 26 luglio 1994), è un calciatore brasiliano, centrocampista dell'Araz.

## Carriera
Cresciuto nel settore giovanile del Coritiba, non ha mai giocato in prima squadra. Tra il 2015 e il 2017 ha giocato in vari club nei campionati degli stati di Paraná e San Paolo. Nell'agosto 2017, si è trasferito agli svedesi all'AFC Eskilstuna, ma al termine della stagione 2017, la squadra è retrocessa in Superettan.
Nel gennaio 2018, dopo varie trattative con i bielorussi del Vicebsk, a febbraio ha firmato il contratto e si è unito al club.

## Statistiche

### Presenze e reti nei club
Statistiche aggiornate al 1º febbraio 2022.
| Stagione                | Squadra                 | Campionato              | Campionato | Campionato | Coppe nazionali | Coppe nazionali | Coppe nazionali | Coppe continentali | Coppe continentali | Coppe continentali | Altre coppe | Altre coppe | Altre coppe | Totale | Totale |
| Stagione                | Squadra                 | Comp                    | Pres       | Reti       | Comp            | Pres            | Reti            | Comp               | Pres               | Reti               | Comp        | Pres        | Reti        | Pres   | Reti   |
| ----------------------- | ----------------------- | ----------------------- | ---------- | ---------- | --------------- | --------------- | --------------- | ------------------ | ------------------ | ------------------ | ----------- | ----------- | ----------- | ------ | ------ |
| 2015                    | Foz do Iguaçu           | A1/PR                   | 7          | 0          |                 | -               | -               |                    | -                  | -                  |             | -           | -           | 7      | 0      |
| 2016                    | Maringá                 | A1/PR                   | 8          | 0          |                 | -               | -               |                    | -                  | -                  |             | -           | -           | 8      | 0      |
| 2016                    | XV de Piracicaba        | A1/SP                   | 0          | 0          |                 | -               | -               |                    | -                  | -                  |             | -           | -           | 0      | 0      |
| 2017                    | XV de Piracicaba        | A2/SP+D                 | 9+1        | 0          |                 | -               | -               |                    | -                  | -                  |             | -           | -           | 10     | 0      |
| Totale XV de Piracicaba | Totale XV de Piracicaba | Totale XV de Piracicaba | 10         | 0          |                 | -               | -               |                    | -                  | -                  |             | -           | -           | 10     | 0      |
| 2017                    | AFC Eskilstuna          | A                       | 9          | 0          | CS              | 1               | 0               |                    | -                  | -                  |             | -           | -           | 10     | 0      |
| 2018                    | Vicebsk                 | VL                      | 29         | 0          | CB              | 7               | 1               |                    | -                  | -                  |             | -           | -           | 36     | 1      |
| 2019                    | Vicebsk                 | VL                      | 26         | 0          | CB              | 2               | 0               | UEL                | 2                  | 0                  |             | -           | -           | 30     | 0      |
| 2020                    | Vicebsk                 | VL                      | 24         | 1          | CB              | 4               | 1               |                    | -                  | -                  |             | -           | -           | 28     | 2      |
| 2021                    | Vicebsk                 | VL                      | 24         | 5          | CB              | 1               | 0               |                    | -                  | -                  |             | -           | -           | 25     | 5      |
| Totale Vicebsk          | Totale Vicebsk          | Totale Vicebsk          | 103        | 6          |                 | 14              | 2               |                    | 2                  | 0                  |             | -           | -           | 119    | 8      |
| gen.-mag. 2022          | Čornomorec'             | PL                      | 0          | 0          |                 | -               | -               |                    | -                  | -                  |             | -           | -           | 0      | 0      |
| Totale carriera         | Totale carriera         | Totale carriera         | 137        | 6          |                 | 15              | 2               |                    | 2                  | 0                  |             | -           | -           | 154    | 8      |

## Palmarès

### Club

#### Competizioni statali
- Copa Paulista: 1

XV de Piracicaba: 2016